# دیوید ورزوگیچ
دیوید ورزوگیچ (انگلیسی: David Vržogić؛ زادهٔ ۱۰ اوت ۱۹۸۹) بازیکن فوتبال اهل آلمان است.
از باشگاه‌هایی که در آن بازی کرده‌است می‌توان به باشگاه فوتبال بایرن مونیخ ۲، باشگاه فوتبال دینامو درسدن، باشگاه فوتبال آلمانیا آخن، و باشگاه فوتبال روت وایس اهلن اشاره کرد.
وی همچنین در تیم‌های ملی فوتبال جوانان آلمان و زیر ۲۰ سال آلمان بازی کرده‌است.